# أمير جانجوش
أمير جانجوش مواليد 28 مارس 1986 في سراييفو، البوسنة والهرسك، هو لاعب كرة قدم بوسني. يلعب في مركز الوسط.

## المسيرة الاحترافية

### أندية لعب لها
- نادي ساراييفو
- نادي أولمبيك سراييفو

## روابط خارجية
- أمير جانجوش على موقع الاتحاد الأوربي (الإنجليزية)
- أمير جانجوش على موقع قاعدة بيانات كرة القدم.إي يو (الإنجليزية)
- أمير جانجوش على موقع عالم كرة القدم.نت (الإنجليزية)